# Guillermo de San José Antonio de Araña
Guillermo de San José Antonio de Araña (en portugués, Dom Frei Guilherme de São José António de Aranha), nació en Lisboa, Portugal, el día 28 de diciembre de 1686.
Fue un religioso de la Orden de Cristo de Tomar. Fue ordenado sacerdote el día 7 de septiembre de 1716.
Fue elegido obispo de Belém (Pará, Brasil) el 3 de septiembre de 1738. En Belém fundó un seminario, el primer establecimiento de enseñanza secundaria de la Amazonia. En 1747 renunció al puesto de obispo, renuncia aceptada en 1748. En este año preside la bendición de la primera piedra de la nueva Catedral de Belém.
En agosto de 1748 se retira a Portugal, donde vivirá hasta su muerte, el 15 de diciembre de 1751.
- Datos: Q10292868